# MAGIX
MAGIX GmbH & Co. KGaA este un producător internațional de software și servicii online cu sediul în Berlin, Germania. MAGIX face produse software care permit atât începătorilor cât și experților crearea, editarea și partajarea muzicii, fotografiilor, clipurilor video, și altor conținuturi multimedia. Pe lângă software, MAGIX oferă servicii de personalizare a soluțiilor multimedia pentru portaluri sau producătorii de hardware.
A fost fondată în 1993. Compania are birouri de regionale în: Berlin, Dresden și Lübbecke (Germania); Reno și Las Vegas (Nevade, SUA), Taipei (Taiwan), Paris (Franța), Wormer (Olanda), Bolzano (Italia) și Hampshire (Regatul Unit).